# Journal of Medical Internet Research
O Journal of Medical Internet Research é uma revista médica com revisão pelos pares e de acesso livre criada em 1999, que abrange áreas como Cibermedicina e "cuidados de saúde na era da Internet". O editor chefe é Gunther Eysenbach. Em 2014, de acordo com o Journal Citation Reports, a revista teve um fator de impacto de 3.428, classificando em na terceira posição entre 24 revistas na categoria "Informática Médica" e em nono lugar entre 88 revistas na categoria "Ciências e Serviços de Saúde".  A revista foi incorporada como JMIR Publicações em 2011 e foi um dos fundadores do Open Access Schorlarly Publishers Association.
Pouco tempo após a incorporação, foram lançadas várias revistas spin-off com foco em subtemas específicos dentro de Cibermedicina, tais como sáude-móvel (em inglês), jogos sérios, saúde mental e câncer.
O JMIR tem enfrentado críticas por usar o conselho editorial do seu principal jornal para seus periódicos spin-off e por oferecer uma revisão acelerado mediante pagamento de sobretaxa. Eysenbach, o editor-chefe, comentou que as revistas spin-off ocasionalmente têm os seus próprios quadros profissionais e que a opção pelo fast-track não afeta a qualidade ou integridade de seus processos de revisão por pares.